# Аоріх
Аоріх (д/н — бл. 363) — король вестготів.

## Життєпис
Походив з роду Балтів. Вважається сином короля Аріаріха.
У 332 відповідно до договору між батьком та імператором Костянтином I вирушив заручником до Константинополя. Тут перебував до початку 340-х. За цей помер батько у 334 або 335 році, а владу над вестготами отримав Геберіх. Перебуваючи в Константинополі Аоріх залишився поганином, до того ж отримав несприйняття християнства.
На початку 340-х імператор Констант вирішив послабити владу Геберіха, що на той час здолав роксоланів та вандалів-асдінгів. Невідомо про стосунки між Аоріхом та Геберіхом, але напевне Аоріх отримав статус племінного дукса або королька, визнаючи владу Геберіха.
У 347—348 на своїх областях влаштував переслідування християн (висловлюється думка, що Аоріх розглядав їх як шпигунів імперії), які на чолі із Ульфілою пересилилися до Римської імперії. Близько 350 року після смерті Геберіха обирається королем (рейксом) та кіндінсом («суддею»), проте територія, що опинилася під владою Аоріха достеменно невідома. намагався переглянути умови угоди з імперією від 332 року, проте без певного успіху.
Правив до близько 363 року. Йому спадкував син Атанаріх.